# Leptodeuterocopus hipparchus
Leptodeuterocopus hipparchus là một loài bướm đêm thuộc họ Pterophoridae. Nó được tìm thấy ở Brasil và Venezuela.
Sải cánh dài 11–14 mm. Con trưởng thành bay vào tháng 6 và tháng 10.